# 館藏發展
館藏發展（英語：Collection Development）一詞始自美国1950年代开始提出，時值图书馆黃金年代，公共图书馆與学术图书馆積極擴增館藏。1970年代以後，圖書館的經費減少，於是開始重視館藏發展。  

## 定義
「圖書館有系統、有計畫地依據既定政策建立館藏、並且評鑑館藏，分析既有館藏強弱，探討讀者使用館藏情形，以確定能夠利用館內及館外資源來滿足讀者資訊需求的一種過程。」  
然而現今資訊網路發達，由於數位資源大量產生，民眾藉由網際網路也可獲取資訊，伊文斯（G. Edward Evans）基於印刷出版品與數位資源並重的資訊取用新型態，對於館藏發展賦予定義：「係配合社區使用者需求，提供在最快時間以最經濟方式從圖書館與機構使用資訊資源的過程」。此外，許多學者及專家認為館藏發展與館藏管理兩者息息相關，並提出「館藏發展與管理」（Collection Development and Management）新名詞，係指「徵集圖書資料與資訊以提供利用，並且將實體館藏與虛擬館藏整合一起，加以管理與維護館藏成長的一種過程」。  

## 內容
社区分析、館藏發展政策的制訂、圖書資料的選擇、採訪、淘汰、評鑑等活動。 

## 流程
館藏發展是一個連續的過程，包含六個要素或階段：
1. 用户需求分析
2. 政策發展
3. 選擇
4. 獲得
5. 除草
6. 評估

## 政策
館藏發展政策為明確的文字敘述，說明館藏的目的、館藏選擇與淘汰的原則，列舉館藏的範圍與深度，確定選書工作的職責等等。館藏發展政策是圖書館管理員建立館藏的工作指引，也是規劃館藏以及進行館內和館際溝通時的工具。
收藏發展政策的制定和實施是圖書館和檔案館的最佳實踐，並解決以下問題：
- 材料選擇和獲取
- 更換磨損或丟失的材料
- 清除館藏中不再需要的材料
- 規劃新的收藏或收藏區域
- 機構使命
- 與其他圖書館或圖書館聯盟內的合作決策

根據国际图书馆协会和机构联合会的説法，制定書面館藏發展政策有四個主要原因：選擇、規劃、公共關係和更廣泛的背景。

## 功能
館藏發展政策主要有以下功能：
- 圖書館館藏規劃的文件
- 可作為圖書館內部作業的程序
- 可作為圖書館館內、外的溝通工具

## 項目
完整的館藏發展政策應包含：
- 圖書館的目的
- 社區的描述
- 館藏學科範圍
- 非書資料的館藏政策
- 贈書處理
- 爭議性資料的館藏政策
- 選書工作的職責
- 選書工具
- 館藏淘汰
- 與他館的合作計畫
- 讀者意見的處理
- 館藏發展政策的訂定與修訂

## 圖書館的目的
圖書館所有的政策都應該以圖書館的目的為基礎。因此，任何一所圖書館的館藏發展政策都應依據圖書館的目的來訂立。各類型圖書館依其所設立的目的不同，應發展出符合其圖書館目的的館藏發展政策，作為建立館藏的依據。符合圖書館目的是館藏發展的最高指導原則。圖書館目的的確立可使圖書館避免因讀者要求而蒐藏不合適的館藏或不符合圖書館目的的圖書。

## 社區的描述
訂定館藏發展政策，首先要瞭解社區及評估社區各部份的需求。在館藏發展政策中，必須敘述圖書館的服務對象、人口結構、以及社區發展的趨勢等。

## 館藏學科範圍
館藏學科範圍可說是館藏發展政策的核心。學科範圍的描述看似至簡單，但要能明確描述而又可供選書館員遵循卻不容易做到。以大的學科列舉館藏學科範圍容易瞭解，不會充滿術語；但缺點是不夠明確，各人的解釋可能會有所不同，選書者可能會從某一觀點來看館藏。而以學系列舉範圍則不容易反應科際的興趣，會有重複或忽略之處。
學科範圍的描述必須明確。除了記載館藏學科範圍，在館藏發展政策中也有必要說明各個學科的館藏深度。不同學科的圖書，對圖書館而言其重要性並不完全相同。館藏深度通常需分為若干層級。在列出館藏學科範圍、館藏深度的同時，亦可以記載各個學科蒐藏何種語言的資料。

## 非書資料的館藏政策
大部分的圖書館館藏仍以圖書為主，館藏發展政策的內容也多針對書籍而言。在館藏政策中有必要針對政府出版品、小冊子、視聽資料等非書資料館藏政策另行描述。

## 贈書處理
圖書館針對贈書，應列出贈書的選擇標準、捐贈者要求的處理方式、對於不接受的贈書之轉贈與否、圖書館是否接受贈款等。

## 爭議性資料的館藏政策
對於圖書館處理複本、升學教科書、小說、或其他容易引起爭議的主題或資料的原則，也必須記載於館藏發展政策中。

## 選書工作的職責
圖書館的選書工作由多人共同擔任時，通常會依學科或按資料類型、出版地區來劃分職責。在館藏發展政策中應說明各個選書者的選擇範圍，並可說明是否接受讀者推薦圖書、何人負責最後審書、以及選書者如有意見不同時應如何處理等。館藏發展政策中記載選書工作的職責，不僅可提醒選書者應注意其選書範圍也可便於選書者之間的協調、溝通。

## 選書工具
在館藏發展政策中，如果能夠列出本館選書時所使用的選書工具，如書評期刊、出版書目等，對於新進的選書館員而言，能使他們在選書時有所依循；也可使選書館員隨時核對使否遺漏其他有用的書目來源。

## 館藏淘汰
由於館藏必須經常汰舊更新，在館藏發展政策中可以說明館藏淘汰的範圍、標準、淘汰圖書的處理方法、何時進行淘汰工作、由誰做最後的審查等等。

## 與他館的合作計畫
圖書館與其他圖書館可能會有合作採訪、館際互借、合作儲存等館際合作計畫，這些合作計畫必然會影響圖書館的圖書選擇、採訪、淘汰等館藏發展工作。因此，在館藏發展政策中應說明本館所參與的館際合作計畫，描述本館對於這些合作計畫所應盡的義務及可能獲得的權益，甚至可將合作計畫附錄於本館的館藏發展政策內，以提醒館員注意。

## 讀者意見的處理
讀者對於圖書館的館藏購置常有諸多意見，圖書館應有一套處理讀者意見的方法，記載於館藏發展政策中，讀者所需填寫的表格亦可包含在內。

## 館藏發展政策的訂定與修訂
在館藏發展政策中可以說明館藏政策的訂定程序、參與的人員、修訂的過程等，以供館內及館外人事瞭解館藏發展政策是如何完成。另一方面，也有著於顯示館藏發展政策的公開性、公正性及權威性。